# Hexatoma diengensis
Hexatoma diengensis är en tvåvingeart som först beskrevs av Alexander 1931.  Hexatoma diengensis ingår i släktet Hexatoma och familjen småharkrankar. Inga underarter finns listade i Catalogue of Life.